# Paul's Boutique
Paul's Boutique è il secondo album in studio dei Beastie Boys, pubblicato dalla Capitol il 25 luglio 1989.

## Il disco
Rispetto al disco precedente, i Beastie Boys si avvalsero della collaborazione di diversi musicisti. Il primo che contattarono per cominciare a lavorare sulla nuova uscita fu Matt Dyke, amico comune di Yauch e Diamond, che fece conoscere loro il tastierista di San Paolo e i Dust Brothers (Easy Mike e Giz), con cui s'instaurò un interessante sodalizio che sfociò dopo un anno circa nel nuovo album. Esso prese vita in alcuni mesi nell'appartamento di Dyke, adibito temporaneamente a studio di registrazione; in quel periodo, i Beastie Boys affittarono a Los Angeles una casa presso il quartier generale della Grasshopper Unit, mantenendone come nome quello della coppia ("The Grassholf") che vi aveva abitato in precedenza. Il disco fu molto diverso da quello di due anni prima; in esso si mescolano sonorità funk, soul e rock, con un elevato numero di campionature (da Johnny Cash - maestro indiscusso della musica country - ai Beatles, dai Pink Floyd ai Led Zeppelin) e di stili, a sovrapporsi ed intercambiarsi di canzone in canzone.
Il pubblico non seppe però apprezzare lo sforzo compositivo dei Beastie Boys, che pagarono probabilmente la scelta di accantonare la loro immagine di machi; dalle catene, gli anelli voluminosi ed i giubbotti di pelle si passò così a camicie hawaiane, occhiali scuri e semplici jeans. Fu così che i membri del gruppo si guadagnarono finalmente il rispetto del mondo discografico statunitense, che qualche tempo prima, riferendosi al loro primo lavoro, li aveva definiti come Tre idioti che hanno realizzato un capolavoro; ebbene, questo antipatico appellativo era stato sì rimosso, ma a spese di fama e successo, che vennero improvvisamente a mancare. L'album, pur vendendo quasi un milione di copie ed entrando nelle classifiche, anche se di soppiatto, con la loro hit Hey Ladies (raggiunse la 36ª posizione nella speciale classifica del "The Billboard Hot 100" del 1989 ed il 10º posto nelle "R&B charts" dello stesso anno), fu un fallimento.
L'ottima fattura dell'album fu riconosciuta solo tanti anni dopo, quando il successo internazionale tornato a sorridere ai Beastie Boys portò ad un recupero del loro materiale uscito in precedenza. Solo a quel punto la critica rivalutò il disco, ancora oggi ritenuto uno dei migliori album hip hop di sempre. L'inconfutabilità di quest'affermazione è dimostrata dalle prestigiose classifiche redatte dalle principali riviste musicali negli ultimi anni, che inseriscono Paul's Boutique nel novero degli album ad avere inciso di più sulla storia della musica. Nei dettagli, il disco fu classificato:
- al 156º posto per la rivista musicale Rolling Stone ne "I 500 album più belli di tutti i tempi";[8]
- 12º posto, rivista musicale Spin, "I 100 album più belli, 1985-2005";[9]
- 74º posto, rivista musicale VH1, "I 100 migliori album di sempre";[10]
- 98º posto, rivista musicale Q, "I lettori di Q: i migliori 100 album di sempre".[11]

Nel porta CD e nel lyrics book si registrano due stranezze. Innanzitutto, i titoli delle canzoni si trovano esclusivamente sul disco; infine i testi sono pressoché incomprensibili, in quanto le parole delle varie canzoni sono scritte in piccolo e le une di seguito alle altre.
Il nome dell'album è in realtà un omaggio fatto dai Beastie Boys a Paul, proprietario dell'omonima boutique.
Per caso i musicisti entrarono in negozio, fecero degli acquisti e al momento di pagare il proprietario regalò loro ciò che avevano preso, in cambio della promessa di essere citato, anche se in piccolissimo, nel loro prossimo album.
La riconoscenza fu grande e la copertina del disco rappresenta l'esterno della boutique oltre al nome dell'album che è uno spot commerciale a tutti gli effetti.

## Tracce
1. To All the Girls - (1:29)
2. Shake Your Rump - (3:19)
3. Johnny Ryall - (3:00)
4. Egg Man - (2:57)
5. High Plains Drifter - (4:13)
6. The Sounds of Science - (3:11)
7. 3-Minute Rule - (3:39)
8. Hey Ladies - (3:47)
9. 5-Piece Chicken Dinner - (0:23)
10. Looking Down the Barrel of a Gun - (3:28)
11. Car Thief - (3:39)
12. What Comes Around - (3:07)
13. Shadrach - (4:07)
14. Ask for Janice - (0:11)
15. B-Boy Bouillabaisse - (12:33)
  1. 59 Chrystie Street
  2. Get on the Mic
  3. Stop That Train
  4. Year and a Day
  5. Hello Brooklyn
  6. Dropping Names
  7. Lay It on Me
  8. Mike on the Mic
  9. A.W.O.L.

## Formazione
- Michael Diamond - voce e batteria
- Adam Horovitz - voce e chitarra
- Adam Yauch - voce e basso
- Mario Caldato Jr. - tecnico del suono (campionamenti)
- Dust Brothers - campionamenti
- Dj Hurricane - dj